# Emblema (rodzaj)
Emblema – rodzaj ptaków z podrodziny mniszek (Lonchurinae) w rodzinie astryldowatych (Estrildidae).

## Występowanie
Rodzaj obejmuje gatunki występujące w Australii.

## Morfologia
Długość ciała 11–11,5 cm; masa ciała 8,5–13,8 g.

## Systematyka

### Etymologia
- Emblema: łac. emblema, emblematis „inkrustacja, rzeźba”, od gr. εμβλημα emblēma, εμβληματος emblēmatos „wypukły ornament, mozaika”, od εμβαλλω emballō „wstawić”[5].
- Aidemosyne: gr. αιδημοσυνη aidēmosunē „skromność”, od αιδεομαι aideomai „być wstydliwym”[6]. Gatunek typowy: Amadina modesta Gould, 1837.

### Podział systematyczny
Do rodzaju należą następujące gatunki:
- Emblema pictum Gould, 1842 – krasnogonek czerwonolicy
- Emblema ruficauda (Gould, 1837) – krasnogonek oliwkowy
- Emblema modestum (Gould, 1837) – krasnogonek zebrowany